# British Home Championship 1910/11
Die British Home Championship 1910/11 war die 28. Auflage des im Round-Robin-System ausgetragenen Fußballwettbewerbs zwischen den vier britischen Nationalmannschaften von England, Irland (ab 1950/51 Nordirland), Schottland und Wales.
| Pl. | Nationalmannschaft | Sp. | S | U | N | Tore    | Punkte |
| --- | ------------------ | --- | - | - | - | ------- | ------ |
| 1.  | England            | 3   | 2 | 1 | 0 | 006:200 | 05:10  |
| 2.  | Schottland         | 3   | 1 | 2 | 0 | 005:300 | 04:20  |
| 3.  | Wales              | 3   | 1 | 1 | 1 | 004:600 | 03:30  |
| 4.  | Irland             | 3   | 0 | 0 | 3 | 002:600 | 0:60   |

|                                             |   |            |           |
| 28. Januar 1911 in Belfast (Windsor Park)   |   |            |           |
| Irland                                      | – | Wales      | 1:2 (0:0) |
| 11. Februar 1911 in Derby (Baseball Ground) |   |            |           |
| England                                     | – | Irland     | 2:1 (1:0) |
| 6. März 1911 in Cardiff (Ninian Park)       |   |            |           |
| Wales                                       | – | Schottland | 2:2 (1:1) |
| 13. März 1911 in London (The Den)           |   |            |           |
| England                                     | – | Wales      | 3:0 (0:0) |
| 18. März 1911 in Glasgow (Celtic Park)      |   |            |           |
| Schottland                                  | – | Irland     | 2:0 (1:0) |
| 1. April 1911 in Liverpool (Goodison Park)  |   |            |           |
| England                                     | – | Schottland | 1:1 (1:0) |